# Mayfair (tidskrift)
Mayfair är en herrtidning i Storbritannien. Grundat 1965 och hade utformad som ett svar på amerikanska tidningar som Playboy och Penthouse. Under många år hävdade tidningen att man var den största herrtidningen i Storbritannien.